# 叶海亚·本·奥马尔·拉姆图尼
叶海亚·本·奥马尔·拉姆图尼（Yahya ibn Umar al-Lamtuni，？—1056年），11世纪北非柏柏尔人酋长，是桑哈贾部落联盟的拉姆图纳（Lamtuna）部落领袖。他是穆拉比特王朝最早的埃米尔，和宗教领袖阿卜杜拉·本·亚辛一同率领穆拉比特联盟四处征战。他曾在1054年至1055年率军征服西吉尔马萨（Sijilmasa）和奥达戈斯特（Aoudaghost），1056年亡于叛乱，由兄弟阿布-贝克尔·本·奥马尔继任。

## 生平
桑哈贾部落民在9世纪伊斯兰教传入时建功显赫，势力范围跨越撒哈拉沙漠，延伸至塞内加尔河流域和尼日尔河流域，触及今苏丹边境，但后来解体分裂成诸多小部落。叶海亚为其中拉姆图纳部落的领袖，志在恢复桑哈贾部落昔日的辉煌。1046年，同属桑哈贾部落的戈达拉部落邀请神学家阿卜杜拉·本·亚辛传播正统伊斯兰教教义，但在后来遭到驱逐。叶海亚趁此收留阿卜杜拉，二人结盟，率领多个部落四处征战，从而开创穆拉比特王朝。叶海亚担任军事统帅，也被后世视为穆拉比特王朝的首位埃米尔。根据史学家加迪·阿亚德记载，叶海亚被尊为“穆斯林的埃米尔”（amir al-muslimin）。
1054年至1055年，叶海亚率军攻占重镇西吉尔马萨，随后向南进攻加纳帝国，控制了跨撒哈拉商路南端的堡垒奥达戈斯特，从而控制跨撒哈拉贸易。不久后由于阿卜杜拉激进的原教旨主义政策，戈达拉部落发动叛乱，攻占西吉尔马萨。1056年，反叛的戈达拉部落击败穆拉比特联军，叶海亚本人丧命。阿卜杜拉于是任命其兄弟阿布-贝克尔·本·奥马尔继任。

## 书目
- Levtzion, N. (1973) Ancient Ghana and Mali. London: Methuen.
- Levtzion, N. and J.F.P. Hopkins, editors, (1981) Corpus of Early Arabic Sources for West African History, Cambridge, UK" Cambridge University Press. 2000 edition
- Lewicki, T. (1988) "The Role of the Sahara and Saharians in relationships between north and south", in M. Elfasi, editor, General History of Africa, Africa from the Seventh to the Eleventh Century, UNESCO. 1992 ed., ch.11, p. 276-313.
- Messier,R.A. (2010) The Almoravids and the Meanings of Jihad. Santa Barbara, Calif.: Praeger.

| 前任： 阿卜杜拉·本·亚辛 | 穆拉比特王朝 和阿卜杜拉·本·亚辛联合 1046–1056 | 繼任： 阿布-贝克尔·本·奥马尔 |